# 強頷沼海鯰
強頷沼海鯰為輻鰭魚綱鯰形目海鯰科的其中一種，分布於澳洲淡水水域，棲息深度15-20公尺，體長可達130公分，棲息在水質混濁的底層水域，屬肉食性，雄魚會以口孵卵，可做為食用魚。

## 擴展閱讀
維基物種上的相關：強頷沼海鯰